# 湯田町 (薩摩川内市)
湯田町（ゆだちょう）は、鹿児島県薩摩川内市の町。旧薩摩国高城郡高城郷湯田村、高城郡高城村大字湯田、薩摩郡高城町大字湯田、川内市湯田町。郵便番号は899-1802。人口は438人、世帯数は253世帯（2020年10月1日現在）。

## 地理
薩摩川内市の西部、湯田川の下流域に位置する 。字域の北は薩摩川内市西方町、阿久根市大川、南は薩摩川内市網津町、東は同市陽成町、同市城上町、西は東シナ海に接している。
字域の西部に国道3号が通り、それに沿って肥薩おれんじ鉄道が通っている。字域内には薩摩高城駅が所在している。中央部には鹿児島県道339号東郷西方港線が東西に通っており、東部には川内高城温泉がある。
かつては薩摩川内市立高城西中学校が所在していたが、2012年3月10日に閉校式が行われ、2012年度より薩摩川内市立水引中学校へ統合された。また隣接して所在していた薩摩川内市立湯田小学校も2014年4月1日を以て廃止され、薩摩川内市立水引小学校へ統合された。

### 町名の由来
「湯田」という地名は北東部にある湯之元温泉（川内高城温泉）から流れる湯水が下流一帯の水田の用水になっていたことに由来しているという説がある。

## 歴史
湯田という地名は鎌倉期より見え、薩摩国高城郡のうちであった。江戸期には高城郡高城郷のうちであり、村高は「加増目録」では425石余、「旧高旧領」では1,015石余であった。
1889年（明治22年）に町村制が施行されたのに伴い、それまでの高城郷の区域より高城村が成立し、江戸期の湯田村は高城村の大字「湯田」となり、1960年（昭和35年）に高城村は町制施行し高城町となった。
1965年（昭和40年）4月15日には高城町が川内市に編入された。同日に鹿児島県公報に掲載された「 字の廃止及び字の新設」により同日付を以て大字湯田が廃止され、大字湯田の区域を以て川内市の町「湯田町」が設置された。
2004年（平成16年）10月12日に川内市、東郷町、入来町、祁答院町、樋脇町、下甑村、上甑村、鹿島村、里村が新設合併し薩摩川内市が設置された。この市町村合併に伴い設置された法定合併協議会において川内市の町・字については「現行通りとする。」と協定されたため、名称の変更は行われずに薩摩川内市の町となった。

## 菅原道真の行跡に関する伝説
「川内地方を中心とせる郷土史と伝説」によれば、菅原道真の行跡について次のように記載されている。菅原道真が大宰府に左遷されてからも尚、危険が身の上に及ぼうとしたので、菅原道真は船を筑前から出して水俣湾を通り、高城村の湯田港（現在の薩摩川内市湯田町）に到着して、船を港口の大石に繋ぎ上陸した。現在の湯田口の大石ケ迫は、その上陸地点で、古来より菅原道真の船繋石と称する大石がある。船繋石より上湯田方面に上って行けば、菅原道真の御腰掛石と称する石がある。
菅原道真は吉川を経て同市東郷町藤川にある菅原神社（藤川天神）で隠棲し死去したとされる。

## 人口
以下の表は国勢調査による小地域集計が開始された1995年以降の人口の推移である。
| 年                 | 人口 |
| ------------------ | ---- |
| 1995年（平成7年）  | 819  |
| 2000年（平成12年） | 735  |
| 2005年（平成17年） | 668  |
| 2010年（平成22年） | 593  |
| 2015年（平成27年） | 510  |
| 2020年（令和2年）  | 438  |

## 施設

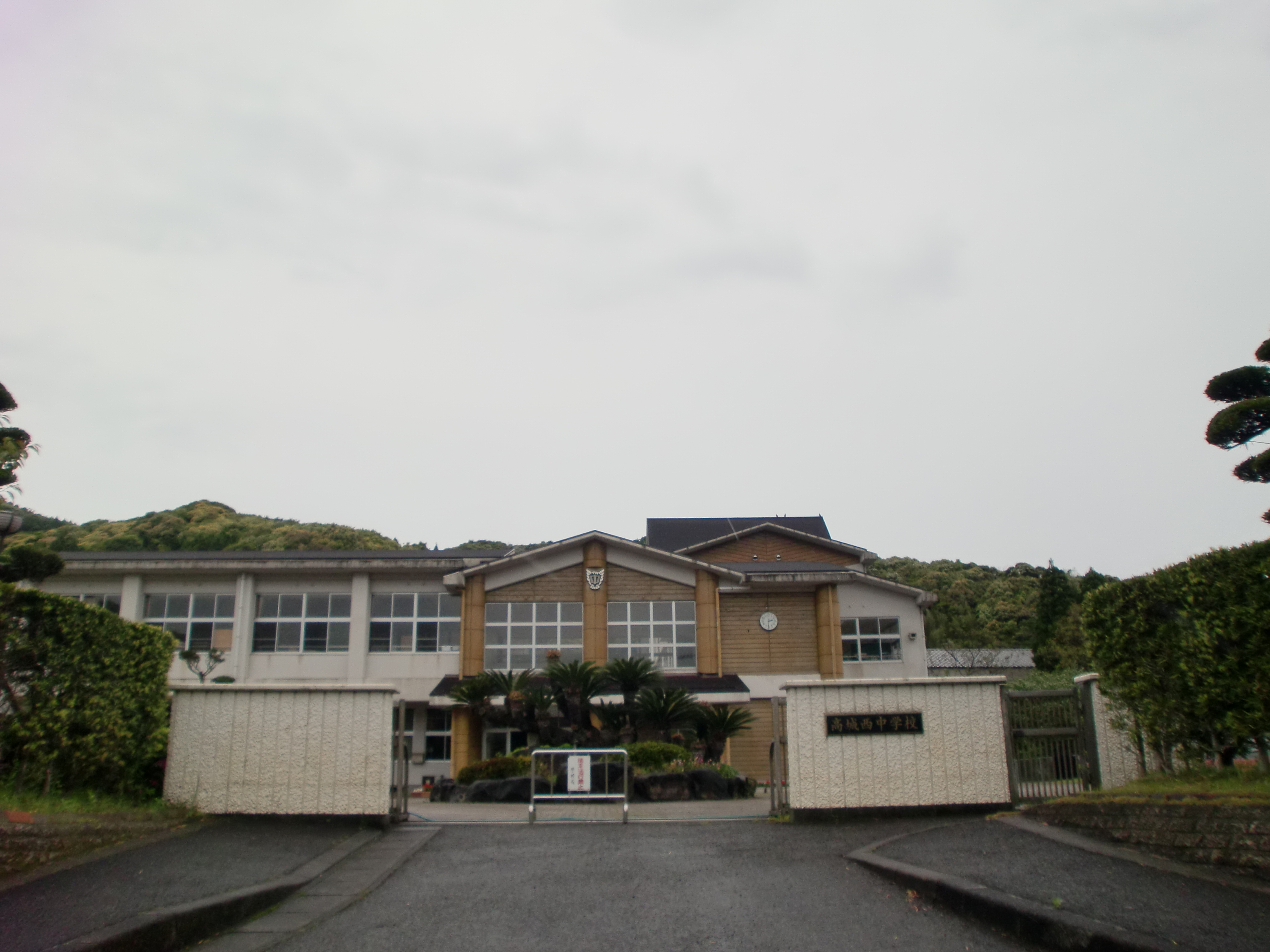
薩摩川内市立高城西中学校

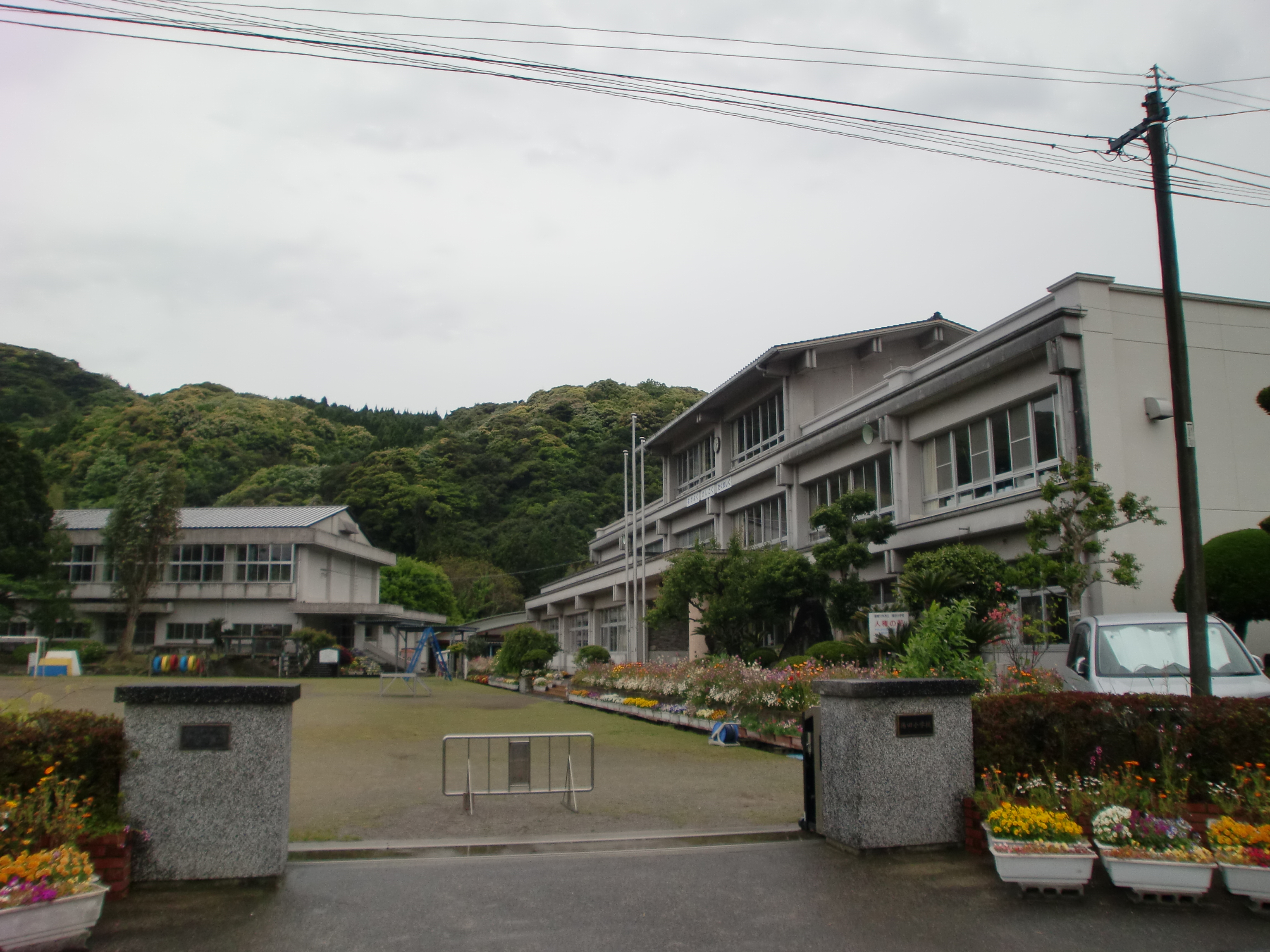
薩摩川内市立湯田小学校

### 教育
- 薩摩川内市立高城西中学校（2012年度より薩摩川内市立水引中学校へ統合し閉校[16]）
- 薩摩川内市立湯田小学校（2014年度より薩摩川内市立水引小学校へ統合し閉校）

### 寺院
- 温泉寺
- 愛宕神社
- 熊野神社

## 小・中学校の学区
市立小・中学校に通う場合、学区（校区）は以下の通りとなる。
| 町丁   | 番地 | 小学校                 | 中学校                 |
| ------ | ---- | ---------------------- | ---------------------- |
| 湯田町 | 全域 | 薩摩川内市立水引小学校 | 薩摩川内市立水引中学校 |

## 交通

### 道路
一般国道
- 国道3号

一般県道
- 鹿児島県道339号東郷西方港線

南九州西回り自動車道の湯田西方インターチェンジが町域内に設置される予定であるが、完成の目途は示されていない。

### 鉄道
肥薩おれんじ鉄道
- 薩摩高城駅